# Dionysia lacei
Dionysia lacei är en viveväxtart som först beskrevs av David Allan Poe Watt och William Botting Hemsley, och fick sitt nu gällande namn av Sampson Clay. Dionysia lacei ingår i dionysosvivesläktet som ingår i familjen viveväxter. Inga underarter finns listade i Catalogue of Life.